# Anna Frithioff
Anna Katarina Elisabet Johansson Frithioff,  född 4 december 1962 i Gränna, är en svensk före detta elitidrottare i flera idrottsgrenar, främst längdskidåkning, som var aktiv under 1980- och 1990-talen. Efternamnet Johansson fick hon när hon gifte sig med Magnus Johansson 2002.

## Längdskidåkning
Frithioff tävlade för Ödeshögs SK, IFK Lidingö och Kvarnsvedens GoIF under sin aktiva karriär. Totalt gjorde Frihoff 16 lopp i världscupen och bästa placering blev en sjunde plats på 5 kilometer 1992.
Hon deltog även vid OS 1994 i Lillehammer där hennes bästa resultat blev en 13:e plats på 30 kilometer. Hennes främsta merit är från VM 1995 där hon körde första sträckan i det svenska stafettlag som tog brons. Från samma mästerskap är även hennes bästa resultat i ett VM, nämligen en nionde plats på 5 kilometer. Hon vann Tjejvasan 1991 och 1992.

## Andra idrotter
Frithioff vann även triathlon-SM på både olympisk distans (1991–1992) och medeldistans (1994). Det blev till två starter i triathlon EM; en 20. plats 1991 och en 12. plats 1992. Hon har även en SM-medalj i skidskytte (stafett). Totalt har hon ett 20-tal SM-medaljer.
Som 15-åring spelade hon fotboll med Väderstads IK, som 1980 gick upp i Sveriges högsta division. 1978 blev hon utnämnd till "Årets flickspelare" av Östergötlands Fotbollförbund. Senare spelade hon flera säsonger i IK Brage där hon var med i den allra första Damallsvenskan 1988 då hon spelade 20 matcher och gjorde 4 mål. Även 1989 spelade Anna (12 matcher) och Brage i Damallsvenskan.
Under åren 1983-1985 studerade Frithioff till idrottslärare på Gymnastik- och idrottshögskolan i Stockholm.

### Fotnoter
1. ↑  ”Östergötlands Fotbollsförbund, hämtdatum: 10 oktober 2009”. Arkiverad från originalet den 3 december 2013. https://web.archive.org/web/20131203031624/http://ostergotland.svenskfotboll.se/arkiv/2007/12/arets-flickspelare/. Läst 29 november 2013.
2. ↑  Dalarnas Tidningar, hämtdatum: 10 oktober 2009[död länk]